# Verbascum barbeyi
Verbascum barbeyi är en flenörtsväxtart som beskrevs av George Edward Post. Verbascum barbeyi ingår i släktet kungsljus, och familjen flenörtsväxter. Inga underarter finns listade i Catalogue of Life.